# Американський стафордширтер'єр
Американський стаффордширський тер'єр (англ., ісп., нім., фр. American Staffordshire Terrier - єдина уніфікована назва багатьма мовами) — порода собак середнього зросту, ранні предки якої походять з Англії, належить до групи тер'єрів. Порода отримала розповсюдження на початку XX сторіччя, та згодом була визнана Американським клубом собаківництва. Собаки даної породи універсальні. В наш час найчастіше використовуються як домашні компанійські собаки, собаки-сторожі, собаки на службі в поліції, собаки-пастухи, та в інших цілях. Розповсюджені також неофіційні назви породи: стафф; амстафф; амстаффорд, та інші.

## Історія породи
Хоча ранні предки даної породи походять з Англії, історія розвитку американського стаффордширського тер'єра пов'язана з Америкою. Собаки даної породи використовувались як пастухи, охоронці домогосподарств, та як собаки-компаньйони. Деякі ранні предки породи також виводилися для спортивних собачих боїв.
До початку XIX сторіччя бульдоги виводилися в Англії з метою цькування биків. Малюнки бульдога, написані в 1870-му році представляють собаку більш схожу на сьогоденного американського стаффордширського тер'єра, ніж на сучасного бульдога. Прообразами породи вважаються наступні три породи: фокстер'єр, англійський білий тер'єр та чорний з підпалинами тер'єр. В будь-якому випадку, траплялося схрещування бульдога з тер'єром, результатом якого став стаффордширський тер'єр. До Америки дані собаки були завезені в 1870-му році, де стали відомі під назвами піт-дог, пітбультер'єр, американський буль тер'єр, та янкі-тер'єр.
В першій половині 20-го сторіччя порода американський стаффордширський тер'єр, досягла піка своєї популярності в Америці. В 1936 році порода була визнана Американським клубом собаківництва, як стаффордширський тер'єр. Згодом, в 1972 році назву породи було змінено на «американський стаффордширський тер'єр». Американські собаківники вивели породу значно важчу за вагою за англійського бультер'єра і зміна назви була пов'язана з виділенням даного типу собак як окремої породи.
Хоча предки американського стаффордширського тер'єра були собаками, що використовувались для собачих боїв, селекційне виведення починаючи з 1930-х років мало за мету цілі, далекі від збереження бойового надбання. Сучасний американський стаффордширський тер'єр — це скоріше компанійський та виставковий собака, ніж гладіатор. І хоча зараз цього собаку рідко можна побачити на фермі, таланти, що зробили її універсальною собакою, все ще можна знайти у породі.

## Поведінка та характер

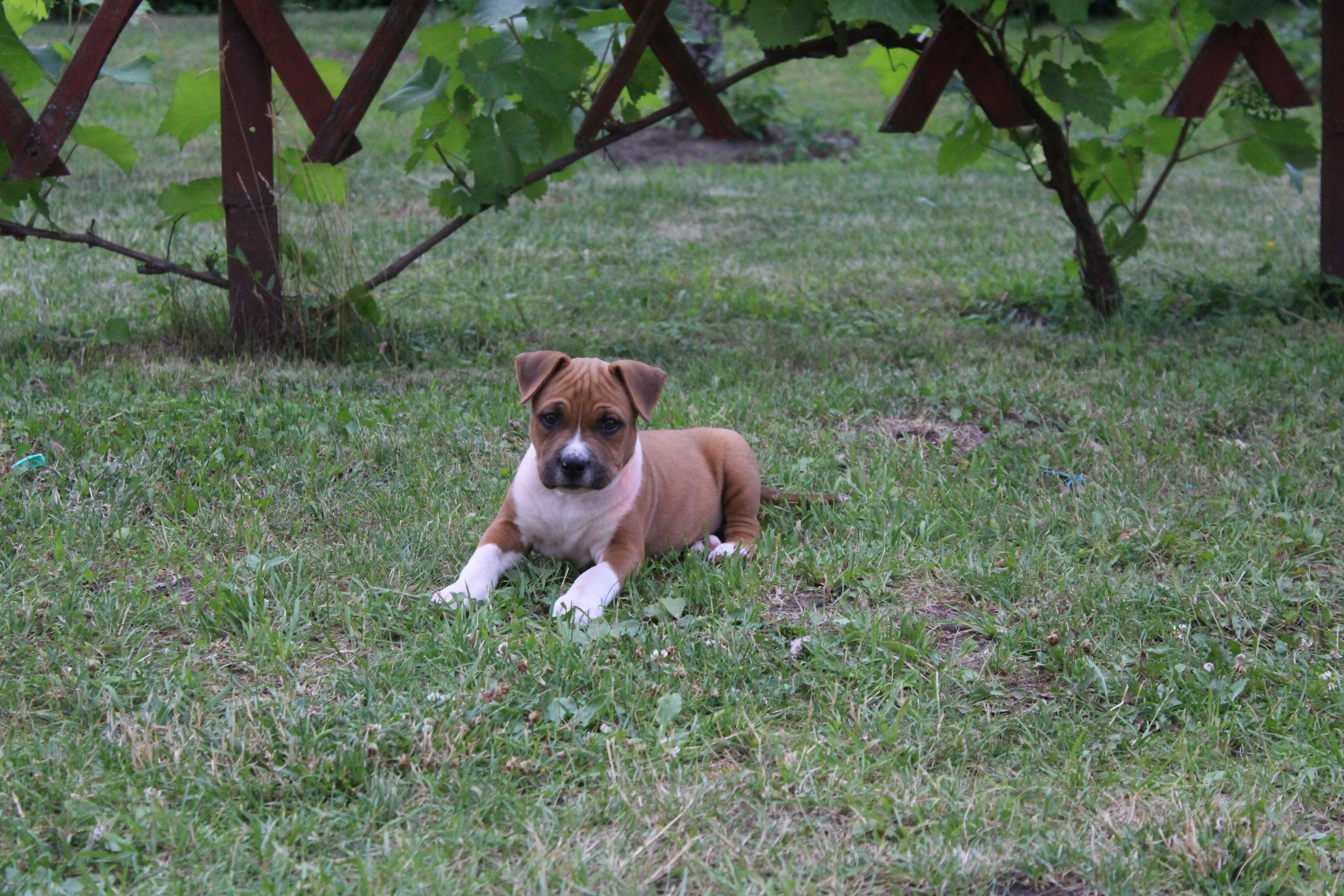
Двомісячний малюк амстафа

Американський стаффордширський тер'єр — динамічний, відважний та енергійний звір, тому має значну потребу в русі. Це дуже сильний собака, виховувати якого, хазяїн повинен ще з дитинства. На думку спеціалістів, власник амстаффа повинен володіти певними професійними знаннями, щоб контролювати собаку та не допускати агресію з його боку.
Суспільна думка щодо цих собак має протирічний характер: власники цих собак виділяють їх дружній характер, відданість хазяїну та високий поріг дратівливості (холоднокровність), тоді як критики звертають увагу на генетичну схильність цих собак до бійок та агресивність частини її представників, що направлена в основному на інших собак. Факти агресії породи до людей, що часто обговорюються в ЗМІ, зумовлюються дефектами розведення та виховання собак.
Важливою рисою характеру даного собаки, на яку звертають увагу власники, є його грайливість, готовність виконати будь-яку дану хазяїном команду. Сміливість амстаффа легендарна.

## Стандарт породи

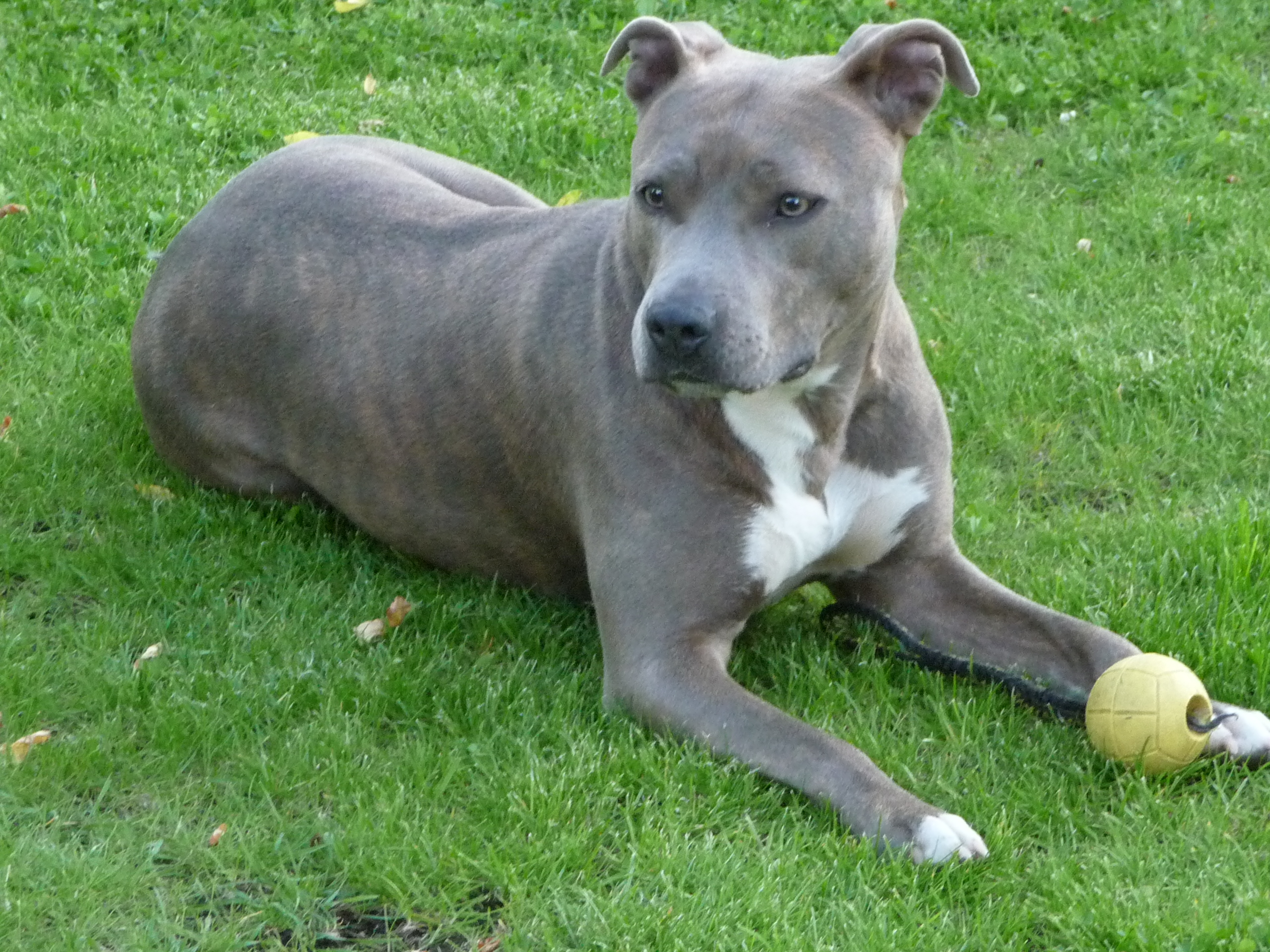
12-річна Amstaff

Зовнішній вигляд — американський стаффордширський тер'єр має справляти враження великої для своїх розмірів сили, м'язистої, але водночас елегантної, моторної, та дуже активної собаки. Американський стаффордширський тер'єр у своїх обрисах повинен бути кремезним, не довгоногим чи хортоподібним.
Голова — середньої довжини, глибока, широка, з чітко вираженими м'язами та виразним переходом від лоба до морди.
Вуха — посаджені високо.
Очі — темні, округлі, глибоко посаджені та широко розставлені. Рожеві віки недопустимі.
Морда — середньої довжини з чітким переходом до черепної частини. Спинка носа заокруглена.
Щелепи — чітко окреслені. Міцна нижня щелепа забезпечує потужність захвату.
Губи — щільні, такі, що прилягають, не відвислі.
Ніс — обов'язково чорний.
Живіт — дещо підтягнутий.
Корпус:
- Груди широкі та глибокі на всій протяжності з достатньо випуклими, щільно збитими ребрами.
- Передні кінцівки широко розставлені, що зумовлює розвинені груди.
- Хвіст — короткий порівняно з розмірами собаки. Низько посаджений, звужується до кінця. Не гачкуватий, не закинутий за спину.

Кінцівки. Передні кінцівки досить прямі з потужними, округлими кістками. Задні кінцівки дуже м'язисті.
Забарвлення. Допускається будь-яке — одноколірне, частково плямисте. Чисто біле забарвлення, або біле, що перевищує 80% тіла собаки, є пороком.
Зріст та вага — обов'язково пропорційні. Висота в холці — приблизно 46-48 см для псів, та 44-46 см для сук.